# Ibrahima Touré
Ibrahima Touré, född 17 december 1985 i Dakar, är en senegalesisk före detta fotbollsspelare (anfallare). Han spelade under sin karriär för Senegals landslag. 
Touré spelade för Metz, Chengdu Wuniu, Wydad Casablanca, Paykan, Persepolis, Sepahan och Ajman innan han i januari 2012 blev värvad av den monegaskiska storklubben AS Monaco. Han var ordinarie i Monaco och vann den interna skytteligan. Han gjorde totalt 28 ligamål på 52 matcher. 